# Zeehondenjacht

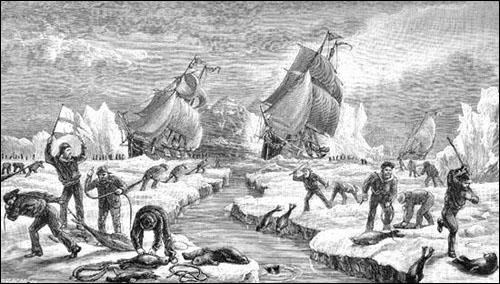
Zeehondenjacht in Newfoundland in 1883

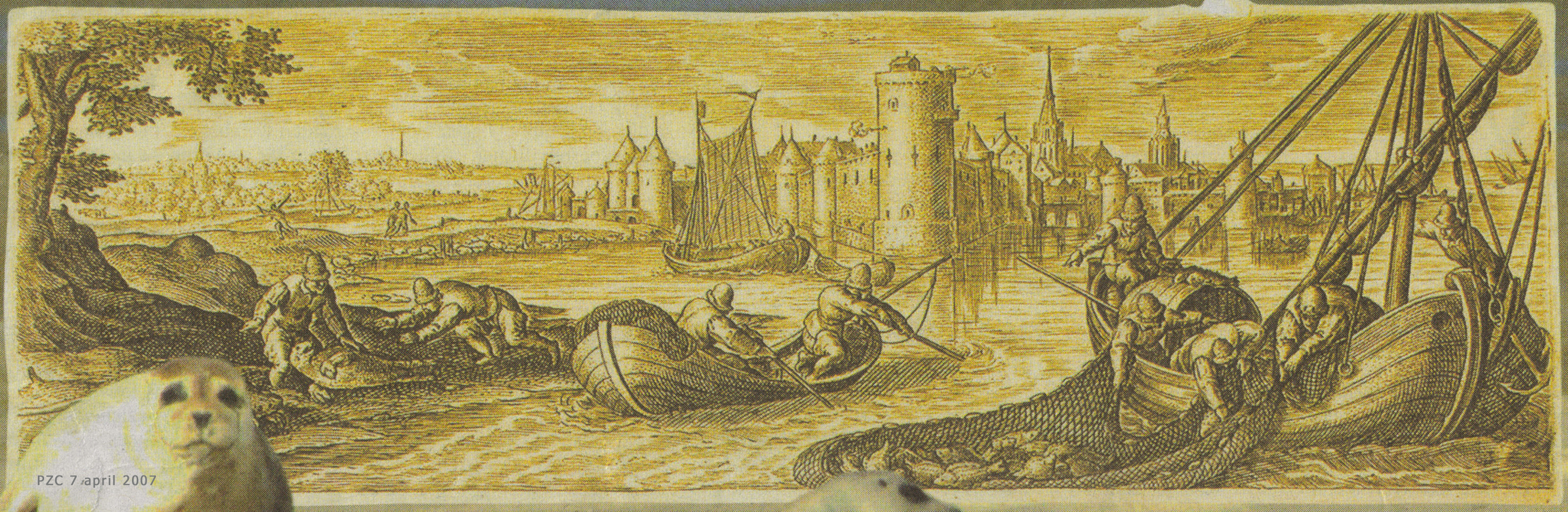
Zeehondenjacht in Reimerswaal.

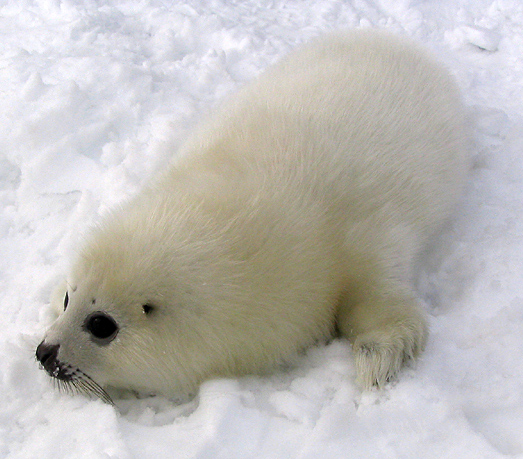
Jonge zadelrob

Zeehondenjacht of robbenjacht is de commerciële of particuliere jacht op zeehonden. Het overgrote deel van de wereldwijde zeehondenjacht vindt plaats in Canada, Namibië en Groenland, al is de jacht ook toegestaan in onder meer Rusland en Alaska.
Tot voor kort vond er ook een kleinschalige jacht plaats in Noorwegen, waar de laatste zeehondenjager in 2015 definitief stopte. In Canada is het jagen op pasgeboren zeehonden verboden. Als ze twaalf tot veertien dagen oud zijn en hun witte vacht vergrijst, mag er op zijn vroegst op ze gejaagd worden.

## Jacht
Knuppelen is een manier om dieren zoals zeehonden te doden door ze met een hakapik (knuppels met een scherpe metalen haak aan het eind) de schedel in te slaan. Vervolgens wordt de punt van de knuppel in hun ogen, wangen of mond gehaakt om te voorkomen dat hun vacht beschadigd raakt. De dieren worden ook wel gevangen door middel van netten die onder het ijs worden geplaatst (deze methode wordt toegepast in Groenland wanneer er onvoldoende zonlicht is om op andere manier te jagen) en met geweren geschoten. Gedode dieren worden gevild, de vacht wordt verkocht als bont. Het voordeel van knuppelen boven bijvoorbeeld afschieten is dat de vacht niet wordt beschadigd.
Het knuppelen van zeehonden is, behalve in Canada, overal verboden. In dat land worden anno 2015 nog enkele tienduizenden zeehonden op deze wijze gedood. Er is veel verzet tegen door organisaties als Bont voor Dieren, IFAW en HSI. Het doden van jonge zeehonden met witte vacht is sinds 1987 verboden in Canada. De commerciële jacht, die jaarlijks plaatsvindt, richt zich op zeehonden van ongeveer twee weken oud die hun witte vacht beginnen te verliezen.
In april vindt deze grootschalige zeehondenjacht plaats in Canada. In het verleden werden er gemiddeld 250.000 zeehonden jaarlijks gedood, maar de laatste jaren worden er gemiddeld 50.000 zeehonden gedood. Er zijn verschillende resultaten geboekt tegen de zeehondenjacht, zoals een importverbod op zeehondenproducten in Nederland, België en sinds 2009 voor de gehele EU. Inmiddels hebben al 35 landen een importverbod op zeehondenproducten. 
Canada kan de zeehondenproducten op steeds minder markten kwijt en probeert nu een nieuwe afzetmarkt aan te boren in China. China is op dit moment de grootste bontproducent en bontafnemer ter wereld. Met anderhalf miljard inwoners is er een constante mogelijkheid dat er meer mensen geïnteresseerd raken in bont als statussymbool.

## Nederland
De Staten van Zeeland loofden in 1591 een premie uit van twee tot drie gulden per gedode zeehond. Dit ter  bescherming van de teruglopende Noordzeevisserij en als steuntje voor de noodlijdende bevolking. Later nam ook Friesland een dergelijke maatregel.
De jacht op de zeehond werd in 1954 gebonden aan quota en is sinds 1962 verboden. Het verbod werd ingesteld toen het dier in de Waddenzee en de toen nog niet afgesloten zeearmen in Zeeland bijna was uitgeroeid.